# Scuola modista
La scuola modista (in latino Modista, Modistae) fu un orientamento filosofico attivo nel nord della Francia, in Germania, in Inghilterra e in Danimarca fra il XIII e il XIV secolo. I suoi esponenti studiarono e insegnarono una nuova disciplina chiamata grammatica speculativa, che consisteva in una riflessione teoretica sulla grammatica, principalmente di lingua latina.
La loro eredità storica si diffuse nel Nord Europa, laddove nei Paesi mediterranei continuò a prevalere la cosiddetta grammatica pedagogica.

## Storia
Gli esponenti più noti di questa scuola furono: Sigieri di Courtrai (autore della Summa modorum significandi), Martino di Dacia, Giovanni di Dacia (autore della Summa Grammatica nel 1280), Simone di Dacia (autore della Domus gramaticae fra il 1255 e il 1270), Tommaso di Erfurt (autore del Tractatus de modis significandi seu grammatica speculativa, su finire del XIII secolo), Guglielmo di Conches, Pietro Elia e Ralph di Beauvais. Influenzati da Radolfo Brito (autore della Summa modorum significandi), dal maestro Sigieri e dal commento a Prisciano di Robert Kilwardby, essi furono chiamati anche grammatici speculativi.
La filosofia modista ebbe inizio con l'opera di Martino di Dacia e dei suoi allievi a metà del XIII secolo, ma trovò una prima sistematizzazione nel trattato De modis significandi seu grammatica speculativa di Tommaso di Erfurt, forse redatto nel primo decennio del XIV secolo. Fino agli inizi del XX secolo, tale opera era invece stata ascritta al filosofo Giovanni Duns Scoto. Tale errore di attribuzione fu favorito dalle affinità fra la metafisica di Scoto e la grammatica speculativa di Tommaso di Erfurt, testo che ebbe numerose edizioni e commenti nel Medioevo, e che rimase il manuale più esaustivo della grammatica speculativa modista.

## Pensiero
Come suggerito dal nome, la filosofia modista si basava su una concezione tripartita dei possibili modi di significato del linguaggio: modi di essere (in latino: modus essendi), modo di apprensione (modus intelligendi) e modo di significazione (modus significandi). I modisti erano convinti che le parti del discorso rappresentassero la realtà nei tre modi descritti. In particolare, i modi essendi sono qualità oggettivamente e intersoggettivamente esistenti in un oggetto di conoscenza e comprensione, nelle cose in sé in quanto indipendenti da colui che le comprende ed esprime a parole, identicamente percepiti dagli organi di senso di qualsiasi soggetto conoscente; i modi intelligendi, le forme a priori mediante le quali il soggetto si rappresenta e comprende nella sua mente i modi essendi; i modi significandi sono a loro volta in relazione con i modi intelleigendi come le forme linguistiche entro le quali le rappresentazioni soggettive e interiori sono descritte ed esternalizzate.
Le teoria dei tre modi dell'ente richiamava la tripartizione aristotelica secondo la quale le parole rappresentano oggetti, che a loro volta sono in corrispondenza biunivoca con gli oggetti reali e sensibilmente percepiti. La scuola modista prendeva radicalmente le distanze dalla tradizione del grammatico latino Prisciano.
Applicando la filosofia aristotelica alla grammatica latina, all'interno del linguaggio isolarono otto categorie, suddivise in due sottoinsiemi: quattro categorie di forma variabile per effetto della declinazione o della coniugazione (nome, verbo, participio e pronome); quattro categorie di forma invariante (avverbio, interiezione, preposizione, congiunzione).
Oltre a tale analisi filosofica del periodo, a livello delle singole parole operarono una distinzione di base fra significante e significato. Le grammatiche di scuola modista si dividevano in tre parti: il proemium che definiva i modi significandi come principi grammaticali, l'etimologia, la diasintética, in modo approssimativo coincidente con lo studio della sintassi, intesa nell'accezione greca del termine.
La distinzione fondamentale coinvolgeva l'etimologia e la diasintheética, corrispondenti all'analisi delle parti costitutive del discorso e alla sintassi.
Più nello specifico, la grammatica speculativa era articolata nelle seguenti sottodiscipline: ortografia, etimologia, diasintetica e la prosodia, che comunemente concludeva i trattati modisti coevi come il Doctrinale del matematico e logico francese Alessandro di Villedieu.
Prima di loro, Ruggero Bacone (1214-1292) teorizzò l'esistenza di una sostanza grammatica comune a tutte le lingue, di cui le specificità delle singole grammatiche e lessici costituivano gli accidenti filosofico-linguistici.
Il loro pensiero anticipò a sua volta la nozione di grammatica universale, un metodo di indagine e di insegnamento delle lingue che presuppone l'esistenza di forme linguistiche comuni e note in tutti gli idiomi.
A loro parere, le distinzioni introdotte nel linguaggio riflettevano l'ontologia del reale e la comprensione umana del mondo, dovendo di regola tendere ad adeguarsi e conformarsi alla verità degli oggetti.
In polemica col nominalismo, promossero l'idea secondo la quale la grammatica dovesse essere ritenuta e insegnata come una scienza seconda alla metafisica.